# Lutzelbourg
Lutzelbourg – miejscowość i gmina we Francji, w regionie Grand Est, w departamencie Mozela.
Według danych na rok 1990 gminę zamieszkiwało 705 osób, a gęstość zaludnienia wynosiła 121 osób/km² (wśród 2335 gmin Lotaryngii Lutzelbourg plasuje się na 479. miejscu pod względem liczby ludności, natomiast pod względem powierzchni na miejscu 935.).